# Беллоуз, Джордж Уэсли
Джордж Уэ́сли Бе́ллоуз (англ. George Wesley Bellows; 12 августа 1882, Колумбус, Огайо — 8 января 1925, Нью-Йорк) — американский живописец и график, один из важнейших художников реалистической школы первой трети XX века; портретист и пейзажист, иллюстратор.

## Жизнь и творчество
Джордж Уэсли Беллоуз родился в 1882 году в городе Колумбус (Огайо). Он был единственным ребенком Джорджа Беллоуз и Анны Вильгельмины Смит Беллоуз. Он родился через четыре года после свадьбы родителей, в возрасте пятидесяти (Джордж) и сорока лет (Анна).С 1901 по 1904 год посещал Университет штата Огайо и серьёзно занимался бейсболом. Однако карьере профессионального спортсмена он предпочёл изучение живописи в Нью-йоркской школе искусств под руководством Роберта Генри. В эти годы он сближается с художниками «Школы мусорных вёдер», основанной Генри, и его же группой «Восемь».
В 1906 году Беллоуз открывает собственную студию в Нью-Йорке. Первый успех к нему приходит в 1908 году, после выставки, организованной Р. Генри. В 1909 году становится членом Национальной академии дизайна.
С 1910 года Беллоуз преподавал в Лиге студентов-художников Нью-Йорка; с 1919 — в Чикагском университете искусств.
Сотрудничал в социалистическом журнале «Массы» (The Masses), но отошёл от него из-за своей активной поддержки вступления США в Первую мировую войну.
Умер в 1925 году от перитонита, вызванного воспалением аппендикса.

## Творчество
Джордж Уэсли Беллоуз — один из крупнейших представителей американского реализма. В своём творчестве он преимущественно изображал городские пейзажи и сцены городской жизни. Он также писал картины, изображающие спортсменов, в частности, боксёров.
Самое знаменитое полотно работы Беллоуза — «Демпси и Фирпо» (Музей американского искусства Уитни) — изображает боксёрский поединок. Цветовая гамма и эффектная композиция отражают силу и динамику движений атлетов.
Портреты, созданные Беллоузом около 1910 года, являют собой полную противоположность его насыщенным, динамично-реалистичным картинам, изображающим жизнь большого города — в первую очередь Нью-Йорка.
Беллоуз также известен как художник-иллюстратор и автор большого количества литографий, в числе которых отдельную известность получил эстамп «The Law Is Too Slow» 1923 года, посвященный критике линчевания.

## Галерея
- Forty-two Kids (1907)
- Pennsylvania Station Excavation (1907)
- North River (1909)
- Blue Snow the Battery (1910)
- A Morning Snow Hudson River (1910)
- New York (1911)
- Портрет Анны (1915)
- Edith Cavell (1918)
- Emma at the Window (1920)
- The case of Sergeant Delaney (1921)
- Dempsey and Firpo (1924)